# 洲头乡
洲头乡，是中华人民共和国安徽省安庆市宿松县下辖的一个乡镇级行政单位。

## 行政区划
洲头乡下辖以下地区：
乌池村、西口村、坝头村、下夹村、宗营村、官洲村、小瓜村、洲头村、罗渡村、金坝村和泗洲村。